# První vláda Moše Šareta
První vláda Moše Šareta, která byla v pořadí pátou izraelskou vládou, byla vytvořena 26. ledna 1954 po rezignaci předchozího premiéra Davida Ben Guriona a pádu jeho vlády. Sestávala ze stejných koaličních stran jako vláda předchozí, tj. Mapaje, Všeobecných sionistů, ha-Po'el ha-Mizrachi, Progresivní strany a Po'alej Agudat Jisra'el.
Vláda padla v důsledku Kastnerova procesu, v němž byl státní úředník a člen vládnoucí strany Rudolf Kastner, který za druhé světové války dohodl záchranu zhruba 1700 maďarských Židů, soudem označen za kolaboranta s nacisty. Šaretova vláda se rozhodla podat odvolání k Nejvyššímu soudu, v důsledku čehož opoziční strana Cherut vyvolala v Knesetu hlasování o nedůvěře vládě. Návrh sice neprošel, vládní strana Všeobecní sionisté se však zdržela hlasování, což vedlo premiéra k rezignaci. Šaret posléze sestavil novou vládu, tentokráte již bez Všeobecných sionistů a Progresivní strany, s níž dovládl do parlamentních voleb, které se konaly v červenci téhož roku.

## Členové vlády
Funkční období vlády trvalo od 26. ledna 1954 do 29. června 1955. V pořadí 5. izraelská vláda se skládala z následujících ministrů:
| resort                                    | ministr/yně                                                                        | strana               |
| ----------------------------------------- | ---------------------------------------------------------------------------------- | -------------------- |
| předseda vlády ministr zahraničních věcí  | Moše Šaret                                                                         | Mapaj                |
| ministr dopravy                           | Josef Sapir                                                                        | Všeobecní sionisté   |
| ministr financí                           | Levi Eškol                                                                         | Mapaj                |
| ministr náboženství ministr sociální péče | Chajim-Moše Šapira                                                                 | ha-Po'el ha-Mizrachi |
| ministr obchodu a průmyslu                | Perec Bernstein                                                                    | Všeobecní sionisté   |
| ministr obrany                            | Pinchas Lavon (26/01/1954 – 21/02/1955) David Ben Gurion (21/02/1955 – 29/06/1955) | Mapaj                |
| ministr policie                           | Bechor-Šalom Šitrit                                                                | Mapaj                |
| ministr poštovních služeb                 | Josef Burg                                                                         | ha-Po'el ha-Mizrachi |
| ministryně práce                          | Golda Meirová                                                                      | Mapaj                |
| ministr rozvoje                           | Dov Josef                                                                          | Mapaj                |
| ministr spravedlnosti                     | Pinchas Rosen                                                                      | Progresivní strana   |
| ministr školství a kultury                | Ben Cijon Dinur                                                                    | nebyl poslancem      |
| ministr vnitra                            | Jisra'el Rokach                                                                    | Všeobecní sionisté   |
| ministr zdravotnictví                     | Josef Serlin                                                                       | Všeobecní sionisté   |
| ministr zemědělství                       | Perec Naftali                                                                      | Mapaj                |
| ministr bez portfeje                      | Zalman Aran                                                                        | Mapaj                |

### Seznam náměstků ministrů
| resort                               | náměstek/náměstkyně | strana                  |
| ------------------------------------ | ------------------- | ----------------------- |
| náměstek ministra školství a kultury | Kalman Kahana       | Po'alej Agudat Jisra'el |
| náměstek ministra obchodu a průmyslu | Zalman Suzajev      | Všeobecní sionisté      |